# Dorothy Spencer
Dorothy Spencer (Covington, 3 febbraio 1909 – Encinitas, 23 maggio 2002) è stata una montatrice e attrice statunitense.
Lavorò spesso con John Ford e, nel 1940, fu candidata insieme a Otho Lovering all'Oscar al miglior montaggio per il film Ombre rosse.

## Filmografia parziale

### Montatrice
- Porte chiuse (She Was a Lady), regia di Hamilton MacFadden (1934)
- Ombre rosse (Stagecoach), regia di John Ford (1939)
- Inferno nel deserto (Sundown), regia di Henry Hathaway (1941)
- Sfida infernale (My Darling Clementine), regia di John Ford (1946)
- L'amante sconosciuto (Black Widow), regia di Nunnally Johnson (1954)
- Le piogge di Ranchipur (The Rains of Ranchipur), regia di Jean Negulesco (1955)
- Il viaggio (The Journey), regia di Anatole Litvak (1959)
- I sette ladri (Seven Thieves), regia di Henry Hathaway (1960)
- Paese selvaggio (Wild in the Country), regia di Philip Dunne (1961)
- Cleopatra, regia di Joseph L. Mankiewicz (1963)
- Airport '80 (The Concorde ... Airport '79), regia di David Lowell Rich (1979)

### Attrice
- Pilyo Sa Girls, regia di Jose 'Pepe' Wenceslao (1967)